# Dactylolabis jonica
Dactylolabis jonica är en tvåvingeart som beskrevs av Paul Lackschewitz 1940. Dactylolabis jonica ingår i släktet Dactylolabis och familjen småharkrankar. Inga underarter finns listade i Catalogue of Life.